# Prabumulih
Prabumulih là một thành phố thuộc tỉnh Nam Sumatra, Indonesia. Thành phố có diện tích 435,10 km² và dân số năm 2005 là 132.065 người. Prabumulih sản xuất hàng nghìn thùng dầu và hàng triệu mét khối khí thiên nhiên mỗi năm do vậy nơi đây còn có biệt danh là đô thị dầu mỏ. Các biệt danh khác của thành phố là Dứa, bởi một trong các nông sản nổi tiếng của thành phố là dứa. Dứa tại Prabumulih được biết đến với vị ngọt và được tiêu thụ tại đảo Java.